# Raccordo autostradale 6
Der Raccordo autostradale 6 (italienisch für ‚Autobahnzubringer 6‘) ist ein Autobahnzubringer in der Mitte Italiens, der die Hauptstadt der Region Umbrien Perugia an das italienische Autobahnnetz und die A1 anschließt. Er liegt in den italienischen Region Toskana und Umbrien.
Das Decreto Legislativo 29 ottobre 1999, n.461 nahm den RA6 nicht in das Autobahnnetz Italiens auf, sondern stufte ihn als Straße von nationalen Interesse ein. 2001 erhielt er aufgrund des Decreto del Presidente del Consiglio dei Ministri del 21 settembre 2001 die Bezeichnung RA 6.

## Verlauf

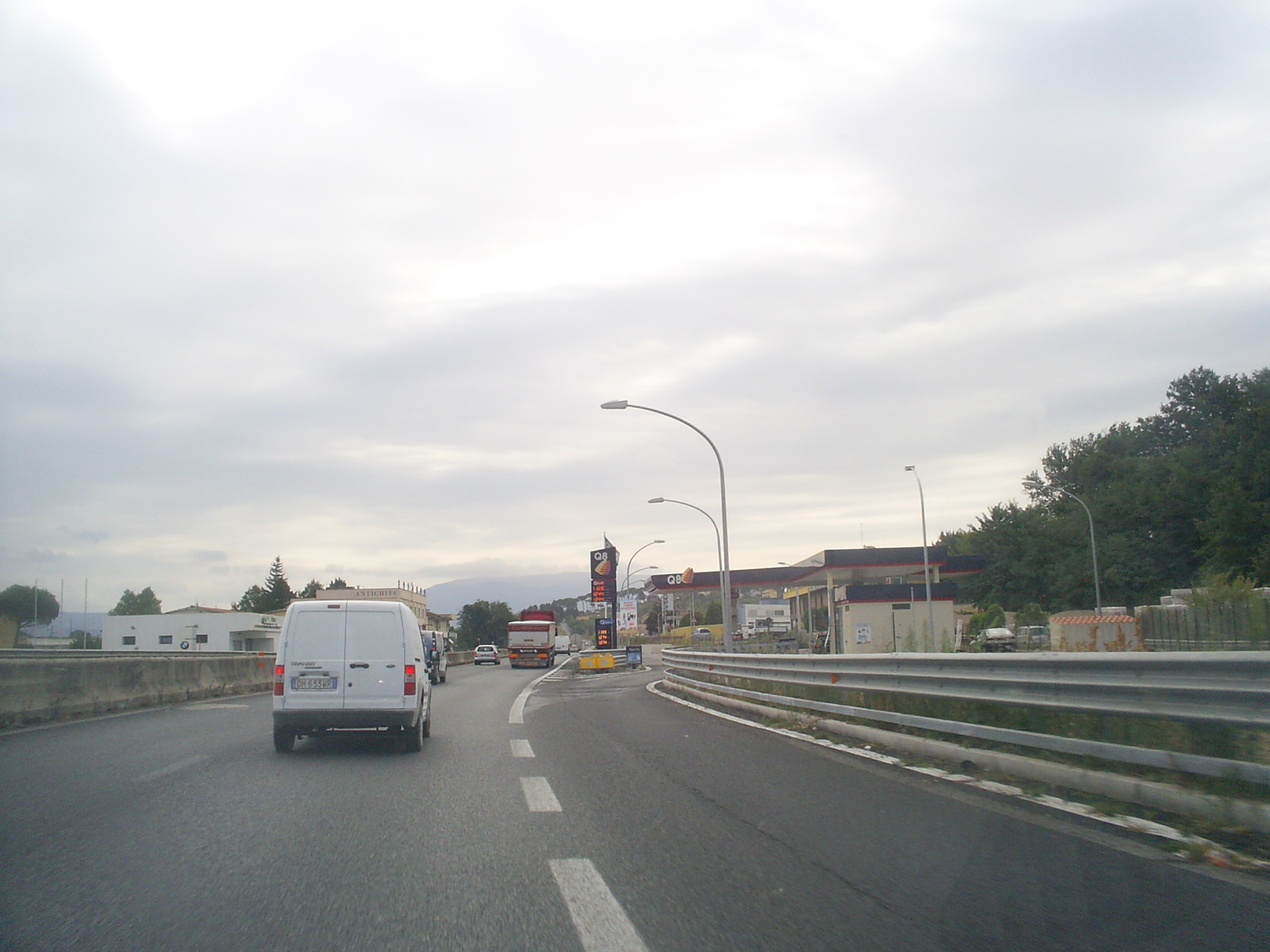
Der RA 6 im Stadtgebiet Perugias

Der RA6 ist 58,470 km lang. Davon liegen 39,380 km in Umbrien, 19,090 km in der Toskana.
Der Autobahnzubringer schließt das Straßennetz der Region Umbrien an das italienische Autobahnnetz an und verbindet die Städte Perugia und Assisi mit Florenz und Siena.
Der Autobahnzubringer beginnt bei Bettolle, wo er die direkte Fortsetzung der SS 326 bildet, die von Siena kommt. Eine direkte Verbindung zur A1 gibt es nicht, aber die Anschlussstelle Val di Chiana liegt neben dem Beginn des Zubringers.
Er führt ostwärts durch das Val di Chiana vorbei an den Ortschaften Foiano della Chiana und Cortona bis Castiglione del Lago, wo er am Nordufer des Lago Trasimeno entlangführt.
Vorbei an Magione erreicht er Perugia. Hier geht er in die SS 3bis über, die über Terni und die SS 3 Via Flaminia bis nach Rom führt.

## Ausbauzustand und Verwaltung
Der Autobahnzubringer ist mit je zwei Fahrspuren pro Richtung vierspurig ausgebaut. Anstelle von Standstreifen gibt es Ausweichplätze. Die Straße ist mautfrei. Verwaltet wird sie von der ANAS.
Zwischen Ende 2014 und Anfang 2015 wurde im ersten Streckenabschnitt, d. h. im toskanischen Teil, der technisch als außerstädtische Hauptstraße klassifiziert ist (von Bettolle nach Tuoro) die Beschilderung teilweise durch die einer Autobahn ersetzt und Zeichen für Anfang und Ende der Autobahn angebracht, wenn auch nicht überall.
2019 begann die ANAS auch in der Provinz Perugia mit der Erneuerung der Beschilderung und ersetzte die Beschilderung mit blauem Hintergrund durch eine mit grünem Hintergrund, so ie es bei Autobahnen üblich ist.